# 쓸데없는 선물
쓸데없는 선물(Useless Gift)은 주로 유머와 재미를 위해 주고 받는 선물로, 실용적인 가치가 없는 선물을 가리킵니다. 이러한 선물은 주로 이벤트나 축제, 생일 파티, 기념일, 농담 선물 교환 행사 등에서 주고 받으며, 주로 수다와 웃음거리를 제공합니다. 
대한민국의 MZ세대는 하나의 선물 문화로. 쓸데없는 선물을 받는 사람은 해당 선물이 실생활에서 활용할 수 없거나 필요없지만, 서로 주고받는 것만으로도 재미라는 경험을 부여하는 이색적인 선물. 주로 크리스마스와 같은 연말이나 신년회와 같은 연초의 행사에서 이벤트성으로 선물하곤 한다.

## 등장과 현재
쓸데없는 선물은 2017년 말, SNS를 중심으로 쓸데없는 이모티콘 주고받기가 유행하면서 시작되었다. 상대방이 절대 돈 주고 살 것 같지 않은 이모티콘을 주고 받으며 생긴 것이, 연말 시즌이 되자 쓸데없는 선물을 주고받는 것으로 변형된 것이다. 1년이 지난 달력, 보도블럭, 짚신 등 다양한 쓸데없는 선물 주거나 받은 후기를 담은 SNS 글들이 각종 커뮤니티에 유머게시글로 올라오며 화제가 되었다. 지금 현재, 카카오톡의 커머스 플랫폼, 카카오톡 선물하기에 '쓸모없는 선물' 카테고리가 추가되고 쓸데없는 선물 전문 브랜드마저 등장할 만큼, 쓸데없는 선물은 일회성 유행에 그치지 않고 하나의 문화로 자리잡았음을 알 수 있다. MZ세대는 상품의 실용성보다는 재미(Fun)를 소비(Consume)하는 펀슈머(Funsumer) 문화에 기인하고 있기 때문에 이 쓸데없는 선물의 문화화도 가능한 것이다.

쓸데없는 선물을 판매하는 명시적인 브랜드가 없었다. 쓸데없는 선물은 일반적으로 여러 다양한 곳에서 판매되며, 이러한 제품은 유머와 재미의 목적을 가지고 있어 특정 브랜드와 관련되어 있지는 않았으나 카카오톡 커머스 플랫폼 카카오톡 선물하기에 '쓸모없는 선물' 카테코리가 추가되어 다양한 브랜드가 생겼났다. 일종의 톡선물하기 브랜드 굴뚝강아지는 현재 청소년들에게 가장 사랑받는 쓸모없는 브랜드 중 하나이다.

## 특징
쓸데없는 선물은 앞서 서술했듯, 실용성보다는 재미를 느끼고 받는 사람의 반응을 본다는 것에서 직접 구매하기 보다는 선물하는 편이다. 쓸데없는 선물 상품으로 나온 것을 구매하는 경우도 있지만, 선물하려는 사람이 받는 사람만을 위해 주문제작하는 경우도 많다. 스스로 구매하는 경우는 잘 없으며, 가족, 친구, 연인 등의 주변 사람에게 이벤트성으로 선물하려는 취지의 문화이다. 실제로 한 대학생은 "특이하고 재밌는 걸 주고받는 자체가 추억이라 선물이 꼭 값지거나 상대방에게 실용적일 필요가 전혀 없다"고도 말했다. 이렇게 쓸데없는 선물을 서로 교환하는 것을 '쓸데없는 선물 교환식'이라 부르며 일정한 금액대를 정해두고 그 안에서 쓸데없는 선물을 구매하여 교환을 진행한다. 일종의 이벤트기 때문에 제일 쓸데없는 선물을 선물한 사람이 1위로 선정되는 방식을 가지기도 한다.